# إتيوبا
إتيوبا بلدية في ولاية باهيا في المنطقة الشمالية الشرقية من البرازيل.